# 牧冬吉
牧 冬吉（まき ふゆきち、1930年11月28日 - 1998年6月27日）は、日本の俳優。本名、岡村 信行。
秋田県大館市出身。秋田県立大館鳳鳴高等学校卒業。松竹芸能に所属していた。

## 来歴
父は公務員で、四男二女の次男。高校卒業後、舞台芸術学院に入学する。1951年に舞台芸術学院を中退し「前進座」に入座。その後、舞台芸術学院の仲間と劇団「舞芸座」を創設し、シェークスピア劇などを演じるが生活は苦しく、アルバイトに明け暮れていた。この間に監督の船床定男と知り合い、宣弘社制作のテレビドラマ『豹の眼』（KRテレビ）の敵役「殺し屋ジョー」役でテレビドラマにデビューする。引き続き同社制作の『快傑ハリマオ』でも敵役を演じる。
1963年に『隠密剣士』第二部で悪役「柘植の黒兵衛」として出演し人気を集めた。これを受けて第三部からは、善玉の準主役「霧の遁兵衛」役に抜擢された。1967年、『仮面の忍者 赤影』（東映、関西テレビ放送）に「白影」役で出演して人気を得て、以降も『河童の三平 妖怪大作戦』（NET）・『柔道一直線』（TBS）・『好き! すき!! 魔女先生』（朝日放送）・『変身忍者 嵐』（毎日放送）など、子供向けドラマに名脇役として次々と出演した。
晩年もテレビと映画を問わず時代劇を中心に活躍したが、1998年（平成10年）6月27日に間質性肺炎のため死去。67歳没。

## 人物・エピソード
高校時代に演劇部で演劇に目覚め、親に「早稲田大学を受験する」と偽って上京、舞台芸術学院の入学試験を受けた。ところが面接で与謝野晶子の「君死にたまふことなかれ」を朗読したところ、あまりのなまりの強さに試験官からひとこと「やめとけ」と言われ、不合格となった。そこで牧は標準語を猛勉強し、4カ月間聴講生として通い、その熱意を買われて入学となった。
1952年に新星映画の映画作品『箱根風雲録』（1952年、山本薩夫監督）に出演したが、当時は着物の着方を知らず周りから「この役者の値打が分かった」と言われ悔しい思いをし、これをきっかけに一人で着物の着付けができるようになったという。
テレビドラマデビュー作の『豹の眼』の現地人を撃ち殺した後で大笑いするシーンがあり、監督からOKがなかなか出ないため、テストされていると思いそのまま演技を続けていた。
『仮面の忍者 赤影』では、ピアノ線で吊り下げた「大凧」に赤影（演：坂口祐三郎）や青影（演：金子吉延）らと乗るシーンが多かったが、よくピアノ線が切れたという。その際には必ず子役の金子を抱えて落ちるようにしたという。乗馬での爆発シーンでは、馬が転倒するアクシデントがあり牧をかばって死んでしまい、今でも涙が出ると偲んでいる。京都の撮影所ではロケ弁当が出ないので、坂口祐三郎の祖母が牧の弁当をいつも作ってくれたという。夏場の撮影となった『赤影』第三部では冷やした梅酒をロケに持ち込んでいたが金子吉延がこれを飲んでしまい、酔っぱらったまま演技をしたことがある（第28話）。
「霧の遁兵衛」や「白影」は水に入ってのアクションが多いが「学生時代に水泳で鍛えていたことが生かせた」と後に述懐している。『仮面の忍者 赤影』の主演・坂口祐三郎は泳ぎが不得手だったため、坂口は水に入るシーンはすべて牧に任せていた。潜水したのち水面にガソリン着火するシーンでは火の海となったことがあり、このときは「もう駄目だ」と覚悟したという。
1989年10月8日にTBS系で放送されたバラエティ番組『テレビ探偵団』特番では、これまでに番組で取りあげた映像での最多登場人物としてゲストに招かれ、感謝状を渡された。牧は「表彰されたことがなかったので、大変うれしい」とコメントしていた。また、白影を演ずる前は悪役が中心だったため、自身の子供がいじめられることが多かったが、白影役で人気が出てから子供も人気者になり、子供に感謝されたことが嬉しかったとも語っていた。
『変身忍者嵐』で主演を務めた南城竜也は、共演者で一番お世話になった人として牧の名前を上げ、寝起きの顔での演技を避けるために、ロケバスの中で寝ないように指導されたエピソードを語っている。
夫人は歌手、タレントの牧吉佐登（旧芸名:藤吉佐登）。元は別の女性と結婚し東京都高田馬場 に住んでいたが、『隠密剣士』の撮影で京都を訪れた際に料理屋で藤と知り合い、離婚ののちに藤と再婚した。夫人と2人で京都先斗町に「吉佐登（きちざと）」というクラブを開いていた（2005年閉店）。店には「白影」を訪ねての来客が引きも切らなかったという。
『ワタリ』『赤影』『河童の三平』などで共演した金子吉延のことを褒めちぎっており、牧の息子は金子に対して嫉妬していたという。金子は牧について「仕事に対しては完璧で、凄くやさしい人だった」と述べている。『赤影』『河童の三平』などをプロデュースした東映の平山亨は、牧を「名脇役であると同時に、番組のまとめ役として貴重な俳優だった」とコメントしている。

## 出演

### テレビドラマ

#### レギュラー・準レギュラー出演
- 豹の眼（1960年、KR / 宣弘社プロダクション） - 殺し屋ジョー
- 快傑ハリマオ（1960年 - 1961年、NTV / 宣弘社プロダクション）
  - 第1部「魔の城」（1960年） - キャプテンK・K
  - 第3部「アラフラの真珠」（1960年） - 片足ブラック
  - 第5部「風雲のパゴダ」（1961年） - オスカ
- 恐怖のミイラ 第6話「間違えられた男」 - 第9話「実験台のミイラ」（1961年、NTV / 宣弘社プロダクション） - ハンドルのサブ
- 隠密剣士シリーズ（TBS / 宣弘社プロダクション）
  - 隠密剣士
    - 第一部 第4話「落日の仇討」 - 第7話「地獄谷の待伏せ」（1962年） - カモクイン
    - 第二部 第4話「忍法空蝉」 - 第6話「忍法刀車」（1963年） - 拓殖黒兵衛
    - 第三部 - 第十部（1963 - 1965年） - 霧の遁兵衛

  - 新隠密剣士（1965年） - 霧の遁兵衛
  - 隠密剣士（1973年） - 賀夜猿
  - 隠密剣士 突っ走れ!（1973 - 1974年） - 賀夜猿
- 丹下左膳 第14、15、17、18、21、23 - 26話（1966年、TBS / 宣弘社プロダクション） - 月形左門
- 名探偵明智小五郎シリーズ 怪人四十面相（1966年、NTV / 宣弘社プロダクション） - 豊臣大八
- 新吾十番勝負（1966年、TBS / 松竹テレビ室）- 真崎庄三郎
- 仮面の忍者 赤影（1967年 - 1968年、KTV / 東映京都） - 白影
- 河童の三平 妖怪大作戦（1968年 - 1969年、NET / 東映） - 甲羅の六兵衛
- 青春太閤記 いまにみておれ!（1970年、NTV / 歌舞伎座テレビ室） - 才八
- 柔道一直線（1969年 - 1971年、TBS / 東映） - 嵐先生
- 好き! すき!! 魔女先生（1971年 - 1972年、ABC / 東映） - 教頭先生
- 変身忍者 嵐（1972年 - 1973年、MBS / 東映） - 名張のタツマキ
- 宮本武蔵（1975年 - 1976年、KTV / 歌舞伎座テレビ室） - 庄田喜左衛門
- 八丁堀暴れ軍団（1979年、12CH / C.A.L） - 喜平次
- 怪人二十面相と少年探偵団（1983年 - 1984年、KTV / 宝塚映像） - 今泉署長
- 参上! 天空剣士（1990年、TX / 松竹） - 式田重右衛門
- 鞍馬天狗 第1-2・19・49話（1990 - 1991年、TX / 松竹）- 痴庵老人
- 御家人斬九郎（1995年 - 1998年、CX / 映像京都） - 喜助　※牧没後も過去の映像・音声を使用して出演措置が取られている。

#### ゲスト・単発出演
＜ゲスト出演多数の作品＞
- 銭形平次（CX / 東映）
  - 第67話「捕縄の誓い」（1967年） - 清三郎
  - 第111話「蛇と人形」（1968年） - 伝蔵
  - 第150話「謎の供養料」（1969年） - 佐吉
  - 第381話「天女を女房にした男」（1973年） - 新助
  - 第565話「親心、涙ひとすじ」（1977年） - 安五郎
  - 第762話「娘せんせい奮斗記」（1981年） - 辰右ヱ門
  - 第779話「憎まれ天使たち」（1981年） - 芳三
  - 第840話「なさぬ仲」（1983年） - 山城屋勘兵ヱ
- 素浪人 花山大吉（NET / 東映）
  - 第17話「美人だらけの町だった」（1969年） - 大工棟梁・留蔵
  - 第25話「笑う機械がこわれていた」（1969年） - 三国屋番頭・与吉
  - 第44話「おいらの父ちゃんカモだった」（1969年） - 口入れ屋・菊五郎
  - 第56話「昔の美人が揃っていた」（1970年） - 佐七
  - 第73話「喰い逃げ野郎はツイていた」（1970年） - 市村屋の伊助
  - 第93話「腕白小僧が知っていた」（1970年） - 松の家のとっつぁん
  - 第104話「男は笑って別れていた」（1970年） - 伍作
- 大岡越前（TBS / C.A.L）
  - 第1部 第18話「復讐の十手」（1970年） - 杁兵ヱ
  - 第2部 第7話「燃える牢獄」（1971年） - 弥太
  - 第4部
    - 第6話「黒い影」（1974年） - 千吉
    - 第15話「ともだち」（1975年） - 唐次

  - 第5部 第22話「父娘の絆」（1978年） - 米吉
  - 第9部 第20話「見えぬ目が見た真犯人」（1986年） - 権三
  - 第10部 第20話「親不孝息子の敵討ち」（1988年） - 与七
  - 第11部 第2話「吉宗暗殺の野望」（1990年） - 駒吉
  - 第12部
    - 第2話「無慈悲裁いた怒りの白洲」（1991年） - 質屋
    - 第15話「裏切り女房の偽証言」（1992年） - 与作

  - 第13部
    - 第4話「掏った財布に葵の御紋」（1992年） - 六兵衛
    - 第15話「河童にさらわれた若旦那」（1993年） - 牛倉の五郎蔵
- 水戸黄門（TBS / C.A.L）
  - 第3部 第15話「忍びの掟 -伊賀上野-」（1972年） - 松丸
  - 第4部
    - 第8話「忍び狩り -米沢-」（1973年） - 三郎兵衛
    - 第35話「旅こそ人生 -水戸-」（1973年） - 逃水の利兵衛

  - 第5部
    - 第5話「苦難を越えて -松本-」（1974年）- 目明し
    - 第21話「幽霊船の怪 -下関-」（1974年） - 辰丸

  - 第6部
    - 第11話「黄門さまの縁むすび -出雲-」（1975年） - 柘榴伝次
    - 第31話「人情潮来節 -潮来-」（1975年） - 紋次

  - 第7部
    - 第16話「突っ走れ!!韋駄天野郎 -鶴岡-」（1976年） - 藤八
    - 第28話「ひょうろく玉の仇討ち -諏訪-」（1976年） - 数永

  - 第8部 第25話「初春博多囃子 -博多-」（1978年） - 弥平次
  - 第9部 第12話「二人いた弥七 -新潟-」（1978年） - 戸倉屋嘉右衛門
  - 第10部 第14話「鬼が盗んだ運上金 -草津-」（1979年） - 左源太
  - 第12部
    - 第4話「兄と呼ばれた格之進 -諏訪-」（1981年） - 木鼡の又蔵
    - 第15話「娘意気地の生一本 -柳井-」（1981年） - 米吉

  - 第13部
    - 第7話「うなぎ屋義侠の恩返し -浜松-」（1982年） - 聖天留五郎
    - 第21話「身替り八兵衛お殿様 -唐津-」（1983年） - 勘助

  - 第14部
    - 第4話「わがまま姑の嫁いびり -白石-」（1983年） - 権造
    - 第31話「天下の怪盗葵の光右衛門 -大坂-」（1984年） - 唐兵衛

  - 第15部
    - 第11話「老公暗殺! 火炎地獄 -福岡-」（1985年） - 仁兵ヱ
    - 第21話「意地で守った名人芸 -鳥取-」（1985年） - 浅吉
    - 第33話「わしは天下の占い師 -小諸-」（1985年） - 玄庵

  - 第16部 第13話「想い叶えた愛の組紐 -膳所-」（1986年7月21日） - 鍾馗の権兵衛
  - 第17部 第5話「男十手の木曽節仁義 -妻籠-」（1987年） - 空っ風の権次
  - 第19部 第15話「陰謀暴く天狗面 -新発田-」（1990年） - 奥医師
  - 第20部
    - 第4話「偽黄門は正義の味方 -島田-」（1990年） - 白井屋芳造
    - 第25話「紫頭巾が悪を斬る -中津-」（1991年） - ツムジ風の源八
    - 第37話「悲願を秘めた水芸師 -長岡-」（1991年） - 鍵屋

  - 第21部
    - 第1話「悪鬼が巣喰う岡崎城 -水戸・岡崎-」（1992年4月6日） - 伍平
    - 第11話「姫君替玉大作戦 -阿蘇-」（1992年） - 権十郎
    - 第21話「身ぐるみ剥がれた黄門様 -伊丹-」（1992年） - 黒須軍太夫

  - 第22部
    - 第6話「嘘で悟った女房の真心 -浜松-」（1993年） - 定平
    - 第15話「牢屋に入った黄門様 -広島-」（1993年） - 多聞天の権蔵

  - 第23部
    - 第2話「育ての父は鷹匠 -大宮-」（1994年） - 芳造
    - 第13話「姫様狙う悪の罠 -福井-」（1994年） - 茶店の主人
    - 第25話「怨念!化け猫騒動 -佐賀-」（1995年） - 甚六
    - 第32話「酒にのまれて人殺し -兵庫-」（1995年） - 六兵衛
    - 第39話「白いお髭のお婿殿 -府中-」（1995年） - 三蔵

  - 第24部
    - 第18話「銘酒の里の悪退治 -柳井-」（1995年） - 市兵衛
    - 第33話「涙でついた父の嘘 -仙台-」（1996年） - 茶店の主人
- 必殺シリーズ（ABC / 松竹）
  - 必殺仕置人 第15話「夜がキバむく一つ宿」（1973年） - 百姓 多吉
  - 暗闇仕留人 第8話「儲けて候」（1974年） - 仁助
  - 必殺からくり人・血風編 第7話「恨みに棹さす紅い精霊舟」（1976年） - 密偵
  - 新・必殺からくり人 第1話「東海道五十三次殺し旅 日本橋」（1977年） - 備前屋
  - 江戸プロフェッショナル 必殺商売人 第2話「誘拐されて女よろこぶ」（1978年） - 弥造
  - 必殺仕事人
    - 第24話「冥土へ道連れを送れるか?」（1979年） - 利兵ヱ
    - 第60話「狙い技仁義無用斬り」（1980年） - 中津屋権三
    - 第79話「隠し技潜入喉輪攻め」（1980年） - 源次

  - 新・必殺仕事人
    - 第15話「主水公休出勤する」（1981年） - 勝蔵
    - 第28話「主水弁解する」（1981年） - 筆頭与力上田

  - 新・必殺仕舞人 第1話「草津湯煙 血の煙」（1982年） - 仁兵衛
  - 必殺仕事人III
    - 第7話「捨て子をされたのは三味線屋の勇次」（1982年） - 坂井勝重
    - 第19話「にせ物に踊らされたのはせんとりつ」（1983年） - 陶雅堂
    - 第28話「相撲取りに惚れられたのは加代」（1983年） - 相模屋徳右衛門

  - 必殺渡し人 第13話「秋雨の中で渡します」（1983年） - 大黒屋辰蔵
  - 必殺仕事人IV 第13話「お加代 りつの殺しを頼まれる」（1984年） - 田島屋利兵衛(クレジットでは大和屋利兵衛と表記)
  - 必殺仕切人 第5話「もしも鳥人間大会で優勝したら」（1984年） - 利兵衛
  - 必殺仕事人V 第10話「主水 ヘソクリを盗まれる」（1985年） - 大和屋徳兵衛
  - 必殺橋掛人 第2話「佃島のおとめ魚を探ります」（1985年） - 佐太郎
  - 必殺仕事人V・激闘編
    - 第8話「初夢千両殺し」（1986年） - 錦屋
    - 第16話「主水、クモ男を捕り逃がす」（1986年） - 松ヱ門
    - 第26話「主水、殺しに遅刻する」（1986年） - 幸二郎

  - 必殺まっしぐら! 第1話「秀が帰ってきた!」（1986年） - 鉄輪の権造
  - 必殺仕事人V・旋風編 第8話「主水、コールガールの仇をうつ」（1987年） - 騎西屋宇兵衛
  - 必殺仕事人V・風雲竜虎編 第14話「お化け縁切り哀話」（1987年） - 池田屋
  - 必殺剣劇人 第3話「むふふ、バカめ!」（1987年） - 鬼勘
- 桃太郎侍（NTV / 東映）
  - 第9話「伊之助慕情」（1976年） - 久兵ヱ
  - 第62話「孤児を食った鬼」（1977年） - 庄田九郎兵ヱ
  - 第83話「命を賭けた恩返し」（1978年） - 松田
  - 第123話「別れに泣いた信州路」（1979年）- 岡島
  - 第147話「万才! 桃太郎先生」（1979年）- 越後屋
  - 第173話「恋女房は人の妻」（1980年）- 福江藩留守居役・榎本伊織
  - 第183話「結びの神は桃太郎」（1980年）- 新之助の傅・監物
  - 第193話「お化け長屋の牛騒動」（1980年）- 半太夫
  - 第232話「嫁にするなら錦絵の女」（1981年）- 幸助
- 暴れん坊将軍シリーズ（ANB / 東映）
  - 吉宗評判記 暴れん坊将軍
    - 第9話「義賊江戸を走る」（1978年） - 同心・堀田文之進
    - 第46話「天下御免のお年玉」（1979年） - 佐平次
    - 第79話「天下御免! おふくろの味」（1979年） - 竹山軍太夫
    - 第127話「狼の里に罠を張れ!」（1980年） - 与平
    - 第148話「日本一の小泥棒」（1981年） - 甚右衛門
    - 第173話「瀬戸のさざ波乙女波」（1981年） - 杢兵衛
    - 第199話「最後に微笑った悪い奴」（1981年） - 八代屋徳兵衛

  - 暴れん坊将軍II
    - 第10話「泣くな吉宗 大江戸無情」（1983年） - 牢礼伴作
    - 第32話「潜入! 花のお江戸の三人娘」（1983年） - 大隅屋四郎兵衛
    - 第50話「女だてらの荒療治!」（1984年） - 安田順庵
    - 第76話「才蔵覚悟! 死者からの挑戦」（1984年） - 藤間陣馬
    - 第104話「一大事! 花嫁候補勢揃い!」（1985年） - 望月三左衛門
    - 第132話「弁天様の甘い誘惑!」（1985年） - 珍斉
    - 第190話「食通くらべ日本一!」（1987年） - 権六

  - 暴れん坊将軍III
    - 第8話「晴れて夫婦の目安箱」（1988年） - 中屋清助
    - 第28話「狙われた玉の輿!」（1988年） - 吉兵衛
    - 第71話「大暴れ! 但馬のヤッサ神輿」（1989年） - 惣右衛門
    - 第86話「隠密、二十年目に帰る」（1989年） - 磯田弥兵衛
    - 第97話「将軍琉球へ渡る 天下分け目の決闘」（1990年）　- 留美の父

  - 暴れん坊将軍IV
    - 第13話「血ぬられた折鶴」（1991年） - 喜助
    - 第31話「お役者新さん花の回り舞台!」（1991年） - 立花右近
    - 第66話「めおと三味線上州しぐれ!」（1992年） - 田島屋彦蔵

  - 暴れん坊将軍VI
    - 第23話「わが子を裁く鬼の父」（1995年） - 杢兵衛

  - 暴れん坊将軍VIII
    - 第2話「狙われた新妻 殺意を呼ぶ過去」（1997年） - 屋台の親爺

＜その他出演作品＞
- 新・少年ジェット 第1部の2「金獅子仮面」（1961年、CX） - 大蛇山博士
- はやと 第10話「死闘」（1969年、毎日放送 / 松竹）-黒主
- 妖術武芸帳 第4話「怪異まわし笛」（1969年、NET） - 百地八双
- 柳生十兵衛 第11話「風神ヶ原の対決」（1970年、CX） - 猪平
- さむらい飛脚 第7話（1971年、NET）
- 荒野の素浪人 第8話「復讐 黒羽の女」（1972年、NET）
- 紫頭巾事件帖 第25話「ドロボー大作戦」（1972年、12ch / 松竹） - 辰五郎
- 江戸を斬る（TBS / C.A.L）
  - 江戸を斬る 梓右近隠密帳 第25話「反乱前夜」（1974年）
  - 江戸を斬るII
    - 第4話「人質を奪回せよ！」（1975年） - 松蔵
    - 第24話「まごころ（1976年） - 沢田久磨

  - 江戸を斬るIII 第18話「医は仁術か算術か」（1977年） - 松蔵
  - 江戸を斬るV 第14話「女賊を泊めた同心父子」（1980年） - 喜助
  - 江戸を斬るVI
    - 第9話「闇に消えた江戸小町」（1981年） - 市兵衛
    - 第17話「おゆきに惚れたいい男」（1981年） - 文蔵

  - 江戸を斬るVIII 第16話「幼馴染が悪の手先」（1994年）
- おしどり右京捕物車 第5話「蹄」（1974年、ABC） - 馬喰狼
- ご存じ金さん捕物帳 （NET）
  - 第4話「ああ! 幻の潜水船」（1974年）- 柿沼仙助
  - 第18話「謎の煙提灯」（1975年）
- 斬り抜ける 第8話「女が愛にゆれるとき」（1974年、ABC） - 船頭
- 影同心（MBS / 東映）
  - 影同心 第5話「惚れた弱みの殺し節」（1975年） - 志ん助
  - 影同心II 第15話「尼と男の冬の宿」（1976年） - 乙造
- 十手無用 九丁堀事件帖（NTV / 東映）
  - 第7話「盗っ人仁義」（1975年） - 町奉行
  - 第24話「二人清三郎」（1976年）
- 痛快! 河内山宗俊 第13話「鯉が命の子守唄」（1975年、CX） - 役人
- 遠山の金さん 第1シリーズ（NET）※杉良太郎版　
  - 第4話「神隠しをあばけ!」（1975年 ）- 正兵ヱ
  - 第22話「恐怖の縄を解け!!」（1976年）
- お耳役秘帳 第18話「人柱は血の川に沈んだ」（1976年、KTV / 歌舞伎座テレビ） - 竹内伝兵ヱ
- 疾風同心（12ch / C.A.L）
  - 第5話「蘇えった父娘の絆」（1978年） - 仁三郎
  - 第20話「娘を狙う恐怖の牙」（1979年） - 勝三
- 日曜恐怖シリーズII 第10話「穴の牙」（1979年、KTV）
- 大江戸捜査網 第378話「怪盗組織の罠を暴け」（1979年、12ch） - 重蔵
- 日本名作怪談劇場 第9話「怪談 牡丹燈籠」（1979年、12ch）- 志丈
- 斬り捨て御免! （12ch）
  - 第1シリーズ 第9話「中仙道に草笛が哭く」（1980年） - 川北
  - 第2シリーズ 第14話「血染めの千両富」（1981年） - 田島河内守
  - 第3シリーズ 第7話「謀略血で染めた御用金強奪」（1982年） - 市兵衛
  - 第3シリーズ 第22話「今あかす翁の御前の正体」（1982年） - 矢野将監
- 柳生あばれ旅 第17話「母が恋しい蛇神祭 -池鯉鮒-」（1981年、ANB） - 宗助
- 長七郎天下ご免!（テレビ朝日）
  - 第34話「巾着切りと玉の輿」（1980年） - 山城屋安五郎
  - 第89話「命かけ橋 別れ橋」（1981年） - 源十
  - 第100話「男いのちの恋三味線」（1981年） - 堺屋勘右衛門
- 源九郎旅日記 葵の暴れん坊 第24話「地獄砦の用心棒」（1982年、ANB / 東映） - 藤次
- 松平右近事件帳（NTV / ユニオン映画）
  - 第13話「知られたくなかった秘密」（1982年）-六天斎
  - 第46話「ふたりのおらん」（1983年）- 吾平
- 新・松平右近 第11話「命百両闇の助け舟」（1983年、NTV / ユニオン映画）- 粂造
- 遠山の金さん （ANB） ※高橋英樹版
  - 第39話「女賞金稼ぎ! 鬼薊のおりん」（1983年）
  - 第51話「夜霧のめぐり逢い 犯罪河岸の尼僧」（1983年）- 上野峻介
- 京都マル秘指令 ザ新選組 第9話「名僧を釜ゆでにするぞ!」（1984年、ABC）
- 時代劇スペシャル「暗殺指令」（1984年、CX）
- 影の軍団IV 第14話「くノ一、殺しの罠」（1985年、KTV） - 戸田釆女正
- 銀河テレビ小説（NHK）
  - まんだら屋の良太（1986年） - 哲ちゃん
  - わが歌・我愛ニイ（1988年）
- 京都かるがも病院第5話「胃に穴があいた!」(1986年、ANB/東映)
- 若大将天下ご免! 第39話「母に祈りの十字剣!」（1987年、ANB） - 荒森兵衛
- 連続テレビ小説 / 純ちゃんの応援歌（1988年、NHK） - 中根剛造
- 12時間超ワイドドラマ / 大忠臣蔵（1989年、TX） - 奥田孫太夫
- 三匹が斬る! シリーズ（ANB / 東映）
  - 続・三匹が斬る! 第8話「消えた夫、無礼講祭に来た女」（1989年） - 役人・八十島
  - 続続・三匹が斬る! 第15話「五木の里、つむじ風吹く女人屋敷」（1990年） - 松左衛門
  - 新・三匹が斬る! 第7話「座敷童子、見たか聞いたか百万両」（1992年） - 佐々木惣右衛門
- 風雲! 真田幸村 第20話「京の激突! 黄金の太刀を追え」（1989年、TX） - 中尾民部
- 名奉行 遠山の金さん（ANB / 東映）
  - 第2シリーズ 第6話「甘い囁きは女の敵」（1989年） - 伊勢屋幸右衛門
  - 第3シリーズ
    - 第2話「お婆ちゃんの隠し財産を狙え!」（1990年） - 政吉
    - 第12話「説教強盗の女」（1990年） - 杢兵衛

  - 第6シリーズ 第8話「上方女の真剣勝負」（1994年） - 市兵衛
- 月影兵庫あばれ旅（TX / 松竹）
  - 第1シリーズ 第9話「三途の川は渡れない」（1989年） - 秋山帯刀
  - 第2シリーズ 第7話「身がわり弁之介」（1990年） - 定助
- 付き馬屋おえん事件帳（TX / 松竹）
  - 第1シリーズ 第3話「爪の代金 五十両」（1990年） - 三州屋
  - 第2シリーズ 第6話「もう一人の付き馬屋」（1993年）
- 鬼平犯科帳（CX / 松竹）
  - 第1シリーズ 第26話「流星」（1990年） - 井上立泉
  - 第2シリーズ 第6話「雨引の文五郎」（1990年） - 井上立泉
  - 第5シリーズ 第8話「犬神の権三郎」（1994年） - 筆師の新右衛門
  - 第6シリーズ 第11話「五月闇」（1995年） - 医師・飯島順道
- 八百八町夢日記 第1シリーズ 第23話「海が匂う客」（1990年、NTV） - 乾物問屋・唐津屋島兵衛
- 将軍家光忍び旅 シリーズ（ANB）
  - 将軍家光忍び旅 （1990年-1991年）
    - 第4話「暗雲なびく女狐の湯」 - 六蔵
    - 第22話「京は目前、風魔最後の挑戦!」 - 役人

  - 将軍家光忍び旅II 第2話「暗雲なびく女狐の湯」（1992年）- 治助
- 幕府お耳役檜十三郎 第1話「公儀大目付の陰謀」（1991年、TX / 松竹）
- 月曜ドラマスペシャル（TBS）
  - 忠治旅日記（1992年TBS） - 赤鬼の権十
  - 刑事ガンさん 京都葵祭り失跡事件（1992年TBS/松竹）
- 土曜ワイド劇場（ABC）
  - 京都殺人案内（19）「みちのく泣き地蔵の秘密」（1993年）
  - ダイエット三姉妹の旅情事件簿（1）「雪の五箇山合掌村から消えた花嫁」（1997年） - 坂出
- 殿さま風来坊隠れ旅 第10話「闇を走る鉄仮面!」（1994年、ANB）
- あばれ八州御用旅 第4シリーズ 第11話「女渡世人 涙をかくす三度笠」（1994年、TX） - 栄屋六兵衛
- 小京都ミステリー１３（1995年、NTV)
- 江戸の用心棒 第19話「花の吉原 人斬り魔」（1994年、NTV） - 徳兵衛
- 江戸の用心棒II 第14話「悪のからくり草紙」（1996年、NTV） - 中丸屋平右衛門
- 難波金融伝　ミナミの帝王 特別編　密約 (1996年)
- 金曜エンタテイメント / 山村美紗サスペンス 赤い霊柩車シリーズ（7）「双子の棺」（1997年、CX）

### 映画
- 箱根風雲録（1952年、新星映画）
- ハンマー・キット（1959年、新栄プロ / 新東宝） - 怪人
- 隠密剣士（1964年、東映） - 霧の遁兵衛
- 続・隠密剣士（1964年、東映） - 霧の遁兵衛
- 大忍術映画ワタリ（1966年、東映） - 四貫目
- 飛びだす冒険映画 赤影（1969年、東映） - 白影
- 宮本武蔵（1973年、松竹） - 木南加駕四郎
- 恐竜・怪鳥の伝説（1977年、東映） - 椋正平
- 北陸代理戦争（1977年、東映） - 能田孝雄
- 水戸黄門（1978年、東映） - 鬼頭源心の配下
- ビリケン（1996年、シネカノン） - 町内会の会長

### Vシネマ
- 未来忍者 慶雲機忍外伝（1988年、バンダイビジュアル）　- 梶原三太夫
- ザ・ブラインドキャット（1992年、キングレコード）
- 日本暴力地帯（1997年、GPミュージアム）

### その他
- 東映怪人怪獣大百科 妖怪篇（東映ビデオ） - 甲羅の六兵衛(ナレーション)